# Curtis Bill Pepper
Curtis Bill Pepper (* 30. August 1917 in Huntington, West Virginia; † 4. April 2014 in Todi, Italien) war ein US-amerikanischer Journalist und Autor.
Pepper war nach dem Ende des Zweiten Weltkrieges für United Press und CBS in Europa tätig. 1956 eröffnete er für Newsweek das Büro in Rom und war dessen Büroleiter von 1957 bis 1969. Danach war er als freier Journalist und Autor tätig, unter anderem für Farrar Straus.
Pepper war verheiratet mit der Malerin und Bildhauerin Beverly Pepper (1922–2020) und hat mit ihr eine gemeinsame Tochter, die Dichterin Jorie Graham (* 1950).

## Schriften
- The Popes, Backyard—Farrar Straus & Giroux 1966
- An Artist and the Pope, Grosset & Dunlap 1968
- Christiaan Barnard: One Life, George G. Harrap 1970
- Marco, Rawson Associates 1977, ISBN 0-89256-027-4
- We the Victors, Doubleday 1984, ISBN 0-385-19122-7
- Leonardo, Alan C. Hood 2012, ISBN 978-0-911469-36-3